# كشاورز (إيران)
كشاورز (بالفارسية: کشاورز) هي مدينة تقع في مقاطعة شاهين دج في محافظة أذربيجان الغربية في إيران. تقع كشاورز على بعد 30 كم جنوب مياندوآب و30 كم شمال شاهين دج، بجوار نهر زرينه رود ونهر أجرلو. يقدر عدد سكانها بـ 3,538 نسمة .